# Южна Ломуватка
Южна Ломуватка — селище в Україні, у Кадіївській міській громаді Алчевського району Луганської області. Населення становить 3408 осіб. Орган місцевого самоврядування — Южно-Ломуватська селищна рада.
Знаходиться на тимчасово окупованій території України.

## Географія
Селище міського типу Южна Ломуватка розташоване біля витоків річки Ломуватка. Сусідні населені пункти: села Степанівка, Надарівка, Веселогорівка на північному заході, Польове на заході, селище Вергулівка на півдні, село Оленівка і місто Зоринськ на південному сході, селища Червоний Прапор на сході, Ломуватка (нижче за течією річки Ломуватки), Глибокий і місто Брянка на північному сході, селище Ганнівка (нижче за течією Ломуватки) на півночі.

## Історія
Виникла 1953 року як осідок шахтоуправління «Ломуватське» та виробничого об'єднання «Стахановвугілля».
Відповідно до Розпорядження Кабінету Міністрів України від 12 червня 2020 року № 717-р «Про визначення адміністративних центрів та затвердження територій територіальних громад Луганської області» увійшло до складу Кадіївської міської громади.

## Персоналії
- Гацько Василь Миколайович — український політичний та громадський діяч.